# Stuart Laidlaw
Stuart Ralston Laidlaw (Havelock, 2 marzo 1877 – Vancouver, 22 novembre 1960) è stato un giocatore di lacrosse canadese, vincitore di una medaglia d'oro nel lacrosse maschile a squadre ai Giochi della III Olimpiade.

## Palmarès
In carriera ha conseguito i seguenti risultati:
- Giochi olimpici

Saint Louis 1904: oro nel lacrosse maschile a squadre.